# Biggleswade F.C.
Câu lạc bộ bóng đá Biggleswade là một câu lạc bộ bóng đá có trụ sở ở Biggleswade, Bedfordshire, Anh. Câu lạc bộ hiện là thành viên của Southern League Division One Central. Câu lạc bộ thi đấu trên sân Langford Road của Biggleswade Town.

## Lịch sử
Câu lạc bộ được thành lập vào năm 2016, dựa trên đội bóng dưới 18 tuổi của Biggleswade Town. Đội đăng ký tham gia Spartan South Midlands League cho mùa giải 2016-17 và được xếp vào Division One. Đội đã giành chiến thắng trong giải đấu đầu tiên, giành quyền thăng hạng lên Premier Division. Trong mùa giải 2018-19, câu lạc bộ đã giành được cú đúp Premier Division và Premier Division Cup, đồng thời được thăng hạng lên Division One Central của Southern League.

## Danh hiệu
- Spartan South Midlands League
  - Vô địch Premier Division 2018-19
  - Vô địch Division One: 2016-17
  - Vô địch Premier Division Cup 2018-19
- North Beds Charity Cup
  - Vô địch 2018-19

## Kỉ lục
- Thành tích tốt nhất tại Cúp FA: Vòng loại thứ nhất, 2019-20[3]
- Thành tích tốt nhất tại FA Vase: Tứ kết, 2018-19[3]